# Стипендія Еммі Нетер
Стипендія Еммі Нетер — це програма, запроваджена Німецьким дослідницьким фондом (DFG) у 1997 році для підтримки видатних молодих учених. Вона названа на честь німецької математикині Еммі Нетер.

## Фінансова підтримка
Необхідною умовою для вступу є видатний докторський ступінь, який не був завершений деякий час. У рамках програми учасники мають бути кваліфікованими для викладання в університеті, очолення молодшої дослідницької групи: подібно до посади молодшого професора, посада керівника молодшої дослідницької групи Еммі Нетер також може вважатися формально еквівалентною габілітації. Водночас робляться спроби повернути до Німеччини молодих вчених з-за кордону та припинити еміграцію німецьких вчених.
У липні 2017 року головний комітет Німецького дослідницького фонду (DFG) видав у Січні 2018 зміни до програми Емі Нетер та вирішив:
- Стандартний доказ дванадцятимісячного перебування за кордоном як доказ міжнародного дослідницького досвіду більше не потрібний. Проте сам міжнародний дослідницький досвід залишається обов'язковою вимогою для заявки, яка подається заявником окремо та розглядається в процесі оцінювання окремо для конкретної теми.
- Звичайний період фінансування буде продовжено на один рік і в майбутньому становитиме до шести років.
- В цілому, професори W2 тепер також мають право подати заявку, якщо вони все ще перебувають на етапі кваліфікації, тобто працюють лише на тимчасовій основі та все ще перебувають на ранньому етапі своєї академічної кар'єри.
- Вченим, які працюють у клініці, надається можливість подати заявку на ротацію замість посади керівника молодшої дослідницької групи, щоб звільнити частину свого часу для дослідження.
- Можна подати заявку на цільову сімейну допомогу в розмірі до 6000 євро на рік для догляду за дітьми та родичами, які потребують догляду, під час конгресів і наукових поїздок.

## Зустріч Еммі Нетер
З 2001 року ті, хто отримує фінансування в рамках стипендії Емі Нетер, збираються на так звані зустрічі з Емі Нетер, які мають на меті сприяти обміну та обговоренню між фінансованими сторонами, а також з політиками та офісом DFG.